# 紅香温泉
紅香温泉（hóngxiāng wēnquán こうかおんせん）は台湾南投県仁愛郷紅葉村紅香部落から約250メートル東北へ向かったところにある温泉。源泉は北港渓内にある
付近は紅葉で知られることから、紅葉温泉の別名で知られる。

## 泉質
水温60℃前後、pH7、弱アルカリ性の炭酸泉。

## 特色
北港渓上流にある野湯の他、無料の公共浴場が設置されている。